# Manjaro Linux
Manjaro Linux (výslovnost [mən'dʒɑ:rəʊ lɪnʊks]IPA; dle názvu horského masivu Kilimandžáro, v angl. transkripci Kilimanjaro) je svobodná linuxová distribuce založená na Arch Linuxu. Používá vývojový model tzv. průběžné aktualizace (anglicky rolling release). Manjaro má kořeny v roce 2011. Vytvářen nezávislou vývojářskou komunitou v Rakousku, Francii a Německu, je vhodný jak pro netbooky, tak pro nové počítače.

## Hlavní znaky Manjara
- rychlost
- jednoduchost
- konfigurovatelnost
- podpora spousty software
- automatické zjišťování hardwaru

## Prostředí
Manjaro Linux podporuje mnoho desktopových prostředí a to jak oficiálních tak i komunitních, ale také – v rámci »Manjaro Minimal Net Edition« – čistou instalaci pouze s příkazovým řádkem (v *nixovém žargonu zvaném terminál nebo také CLI). Je dostupný v 32- i 64bitové verzi.

### Oficiální
Oficiální prostředí:
- Xfce - rychlé a uživatelsky přívětivé pracovní prostředí založené na filosofii jednoduchosti
- KDE Plasma - uživatelsky přívětivé, přizpůsobitelné a všestranné pracovní prostředí
- GNOME - jednoduché a moderně vypadající pracovní prostředí
- Architect

### Komunitní
Komunitní prostředí:
- Awesome
- Bspwm
- Budgie
- Cinnamon
- I3
- LXDE
- LXQt
- MATE
- Openbox